# Błędowo, Warmińsko-Mazurskie
Błędowo [bwɛnˈdɔvɔ] (Blandau của Đức) là một ngôi làng thuộc khu hành chính của Gmina Barciany, thuộc huyện Kętrzyński, Zachodniopomorskie, ở phía bắc Ba Lan, gần biên giới với Kaliningrad của Nga.